# Stigonema
Стигонема (лат. Stigonema) је широко распрострањен род кончастих модрозелених бактерија (алги), који припада реду Stigonematales. Конци (трихоми) ових алги граде тамномрке јастучасте или корасте превлаке, углавном причвршћене за подлогу. Назив рода потиче од грч. stygon — истачкан, и грч. nema — конац.

## Карактеристике грађе
Врсте овога рода се налазе на трихалном (кончастом) ступњу организације. Код ових организама јавља се право гранање, по типу T-гранања. Тело им је изграђено од више низова ћелија (мултисеријатни филамент), при чему су врхови грана изграђени од једног низа ћелија (унисеријатни). Понекад је тело хетероталусно — изграђено из полеглих (простратних) и усправних грана.
Цитоплазме ћелија су међусобно повезане и комуницирају путем пора — канала вероватно насталих непотпуном изградњом септи после деобе. Ове поре аутори називају и плазмодезмама. Апикална (вршна) ћелија је понекада већа од осталих. Образују хетероцисте које су интеркаларне (налазе се између вегетативних ћелија) или латералне (постављене бочно), а по изгледу су сличне вегетативним ћелијама. Вероватно образују и трајне споре (акинете), иако до сад нису познате.
Размножавају се хормогонијама, које се образују на крајевима најмлађих грана. Хормогонија је двоћелијска (ређи случај) или вишећелијска, а ретко са великим бројем ћелија.

## Екологија
Врсте овога рода су широко распрострањене и нарочито заступљене у тропском региону. Већина врста живи ван воде, углавном причвршћене за подлогу (живе на кори дрвећа или влажним стенама), мада могу насељавати и земљиште. Разне врсте овога рода се могу наћи од низијских предела па све до врхова високих планина. Неколико врста живи у барама, мочварама и тресавама. Ту се налазе причвршћене за камење или комаде дрвета или расту у метафитону.
Поједине врсте улазе у грађу лишајева, унутар којих се развијају различити типови еколошких односа са гљивама. Понекад се са лишајевима које граде зелене алге налазе у факултативној или облигатној (са аспекта лишаја) симбиози. Описана је и симбиоза стигонеме са маховинама.

## Систематика рода
У овом роду налази се око 40 савремених врста. Познате су и фосилне врсте, попут еоценске S. anchistina. Установљавање разлика између врста је отежано веома израженом полиморфношћу и малим бројем константних својстава, те је ревизија читавог рода неопходна.
| Валидне врсте побројане на Порталу класификације сајта : | Валидне врсте побројане на Порталу класификације сајта : | Валидне врсте побројане на Порталу класификације сајта : |
| -------------------------------------------------------- | -------------------------------------------------------- | -------------------------------------------------------- |
|                                                          |                                                          |                                                          |